# Championnat de France de rugby à XIII 1939-1940
Navigation
Édition précédente Édition suivante
Le Championnat de France de rugby à XIII 1939-40 est la sixième édition du Championnat de France de rugby à XIII. Le XIII Catalan (Perpignan) remporte son deuxième championnat de l'histoire en battant en finale 20-16 Pau. Il s'agit de la dernière édition avant la saison 1944-1945 à la suite de l'interdiction du rugby à XIII par le gouvernement de Vichy.

## Liste des clubs en compétition
| Villeneuve-sur-Lot XIII Catalan Albi Bordeaux Cote Basque Pau Carcassonne Toulouse Lézignan Narbonne Le Millau Tonneins Agen |

La Ligue Française de rugby à XIII met en place la sixième édition du Championnat de France de première division avec la participation de treize clubs.
Tous les clubs se situent dans la moitié Sud de la France avec une grande proportion pour le Sud-Ouest puisque dix des treize clubs s'y situent.

## Déroulement de la compétition

### Classement général
| Rang | Nom          | Points | Matchs |
| ---- | ------------ | ------ | ------ |
| 1    | XIII Catalan | 29     | 11     |
| 2    | Albi         | 27     | 11     |
| 3    | Lézignan     | 25     | 11     |
| 4    | Narbonne     | 19     | 10     |
| 5    | Toulouse     | 19     | 11     |
| 6    | Carcassonne  | 15     | 15     |

| Rang | Nom                | Points | Matchs |
| ---- | ------------------ | ------ | ------ |
| 1    | Pau                | 29     | 10     |
| 2    | Villeneuve-sur-Lot | ?      | ?      |
| 3    | Côte basque        | ?      | ?      |
| 4    | Agen               | 12     | 9      |
| 5    | Bordeaux           | 11     | 9      |

Millau (dans la poule A) et Tonneins (dans la poule B) étaient également programmés mais ont été forfaits en cours de saison.

### Phase finale
|  | Demi-finales               | Demi-finales               |              |    | Finale   | Finale   |
|  | Demi-finales               | Demi-finales               |              |    | Finale   | Finale   |
|  |                            |                            |              |    |          |          |
|  | Le 7 avril 1940 à Toulouse | Le 7 avril 1940 à Toulouse |              |    | Toulouse | Toulouse |
|  | Le 7 avril 1940 à Toulouse | Le 7 avril 1940 à Toulouse |              |    | Toulouse | Toulouse |
|  | XIII Catalan               | 22                         |              |    | Toulouse | Toulouse |
|  | XIII Catalan               | 22                         |              |    | Toulouse | Toulouse |
|  | Villeneuve-sur-Lot         | 7                          |              |    | Toulouse | Toulouse |
|  | Villeneuve-sur-Lot         | 7                          | XIII Catalan | 20 |          |          |
|  | Le 7 avril 1940 à Bordeaux |                            | XIII Catalan | 20 |          |          |
|  |                            | Pau                        | 16           |    |          |          |
|  | Pau                        | Pau                        | 16           | 19 |          |          |
|  | Pau                        |                            |              | 19 |          |          |
|  | Albi                       | 8                          |              |    |          |          |
|  | Albi                       | 8                          |              |    |          |          |

### Finale (21 avril 1940)
(mt : 10 - 8)
Homme du match : 
Points marqués :
- XIII Catalan: 4 essais de Subra, Escudier, d'Argelès, de Balent ; 4 transformations de Lemière
- Pau : 4 essais de Rabier, de Taillantou, de Larrieu, de Villecampe ; 2 transformations de ?

Évolution du score : 5-0, 5-3, 10-3, 10-8, 15-8, 20-8, 20-11, 20-13
Arbitre :  M. Candau
Spectateurs : 10 000
- XIII Catalan: Lamiere (c) - Subra, Armand Balent, Llaona, Puly - André Gau (o), Escudier (m) - Cazals, Sicar, Anglade, Selve, Jep Maso, Argelès
- Pau: Dupont - Dulau, Villecampe, Larrieu, Salvan - Charles Peyrade, Pierre Taillantou - Alliez, Rabier, Paul Theux, Ducos, Lucien Martin, Cassou

## Effectifs des équipes présentes
| XIII catalan | Anglade Argelès Armand Balent Cazals Escudier (m) André Gau (o) Lamiere (c) Llaona Jep Maso Puly Selve Sicar Ambroise Ulma                       | Pau                | Alliez Cassou Ducos Dupont Dulau Larrieu Lucien Martin Rabier Charles Peyrade Salvan Pierre Taillantou (c) Paul Theux Villecampe             |
| Côte basque  | Berho Broca Jean Dauger Dinet Durandeau Fachan Labaigt Lagouarde Laurent Henry Leguay Mainville Merizot Peyresaube Vernis Zamora                 | Agen               | Georges Bernaudeau Jean Berthaumieu René Ferrasse Guy Maurel Antoine Roquelaure                                                              |
| Toulouse     | Angelini Barthe Boyer Cassayet Castex Bernard Cesses Fangeaux Feurer Garrigues Laffont Mercier Meyer Orliac Pelous Peyrannes Piquepé Simonet Vic | Villeneuve-sur-Lot | Amblard Barrot Bussières Geneste Jean Gironde Grenier André Lacaze Jep Lacoste (c) Georges Trilles Paul Trilles Ranot Rousse Sarrazin Sartor |